# The Colour Inside
The Colour Inside è un singolo del gruppo musicale dance italiano Ti.Pi.Cal., pubblicato nel 1995 dall'etichetta discografica New Music International e distribuito dalla EMI Music.
La canzone è stata scritta da Daniele Tignino, Riccardo Piparo e Vincenzo Callea, componenti del gruppo, insieme a Josh Colow, che ha curato anche la parte vocale del brano.
Il singolo ha ottenuto un notevole successo commerciale, mantenendo la vetta della classifica dei singoli italiana per tutta l'estate del 1995, dal 1º luglio al 2 settembre, e risultando infine il secondo più venduto di tutto l'anno, alle spalle soltanto di Boombastic di Shaggy.
Nel 1996 la canzone è stata inserita nell'album di debutto del gruppo, intitolato Colourful.

## Tracce
New Music International (– NSCD 34)
1. The Colour Inside (Extended Mix) - 6:30
2. The Colour Inside (Radio Edit) - 4:24
3. The Colour Inside (Club Mix) - 3:16
4. The Colour Inside (Delirius Club) - 8:22

## Classifiche
| Classifica (1995) | Posizione raggiunta |
| ----------------- | ------------------- |
| Italia            | 1                   |

| Classifica di fine anno (1995) | Posizione |
| ------------------------------ | --------- |
| Italia                         | 2         |